# Conseil colonial
Le terme conseil colonial désigne d'anciennes assemblées relatives aux colonies mises en place à diverses époques par la France, la Belgique, le Royaume-Uni (Colonial Council) et l'Allemagne (Kolonialrat). Il y avait par exemple des conseils coloniaux en Caroline du Sud, sur l'Île Bourbon, au Sénégal, en Indes françaises, en Guadeloupe et en Cochinchine.

## Conseils coloniaux français
La loi du 24 avril 1833, sous la Monarchie de Juillet, conférait un nouveau statut aux quatre anciennes colonies de la Martinique, de la Guadeloupe, de l'île Bourbon et de la Guyane : ces colonies sont dotées chacune d'un conseil colonial, composé de membres élus sur une base censitaire. Sur la proposition du gouverneur de la colonie, ce conseil discute et vote le budget intérieur et détermine l'assiette et la répartition des contributions directes. Les autres établissements coloniaux, c'est-à-dire les établissements français de l'Inde, le Sénégal, Saint-Pierre-et-Miquelon et l'Algérie, restent sous administration directe du roi par voie d'ordonnances.
Le Conseil des délégués des colonies, créé en 1833,  est un conseil composé par 7 émissaires (2 par colonie : Martinique, Guadeloupe et de l'île Bourbon, et un seul pour la Guyane), nommés par les conseils coloniaux pour cinq ans, et rémunérés. Ces délégués sont chargés de rendre compte au gouvernement Français, les vœux, les délibérations et de le renseigner sur les intérêts généraux des colonies. Ils argumentent,  votent le budget intérieur et les contributions directes de la colonie concernée, ainsi que les dépenses imputées à l'État. Ce conseil peut être dissous par les gouverneurs, et siège à Paris.
Au Sénégal, un Conseil colonial existe de 1920 à 1946.

## Conseil colonial belge
Un conseil colonial est instauré au Congo belge en 1908 par la Charte coloniale, composé d'un président (ministre des colonies, nommé par le Roi) et de quatorze conseillers. Il est consulté sur tous les projets de décret soumis par le Roi. Il est intéressant de noter que ce Conseil Colonial n'est qu'une institution consultative et non représentative 

## Conseils coloniaux anglais
Dans les colonies britanniques, un gouverneur était nommé par le Roi de la nation souveraine dans chacune d'entre elles, assisté par un conseil (Colonial Council).

## Conseil colonial allemand
Le conseil colonial (Kolonialrat) était un comité consultatif du gouvernement allemand qui a existé de 1890 à 1907, puis de 1911 à 1913.
Il conseillait le Bureau colonial impérial, une émanation du Ministère des affaires étrangères, sur les sujets politiques et économiques relatifs aux colonies allemandes en Afrique et ailleurs. Ses membres étaient nommés par le Chancelier.